# Austin Mahone (EP)
Austin Mahone es el primer EP homónimo del cantante estadounidense Austin Mahone, lanzado el 4 de junio de 2013 por Republic Records solo en Japón.

## Antecedentes
Las canciones están producidas por DJ Frank E, Mike Fresh y Trent Mazur. El EP fue lanzado solo en Japón por Chase y Republic Records para promover sus canciones en Japón. La versión deluxe contiene tres vídeos de Mahone y un pequeño documental con un mensaje para sus fanáticas japonesas.

## Sencillos
- «Say Somethin» fue lanzado como el primer sencillo del EP el 5 de junio de 2012 y debutó en el puesto #34 en el "Billboard Pop Songs".[7]
- «Say You're Just A Friend» fue lanzada como segundo sencillo el 3 de diciembre de 2013. La canción cuenta con la colaboración especial del rapero Flo Rida.

Sencillos Promocionales
- «11:11» fue lanzada como primer sencillo promocional el 12 de febrero de 2012.[8]
- «Heart in My Hand» fue lanzada como segundo sencillo promocional el 26 de abril de 2013.[1]

## Lista de canciones
Edición estándar
| Edición estándar |                                                         | |                                      |          |  |
| N.º              | Título                                                  | Escritor(es) | Productor(es)                        | Duración |  |
| 1.               | «Say You're Just A Friend» (con Flo Rida)               | Leon Huff, Kenny Gamble, Tramar Dillard, Justin Franks, Nick Bailey, Mike Freesh, Trent Mazur, Ryan Ogren, Ahmad Belvin | DJ Frank E, Mike Freesh, Trent Mazur | 3:03     |  |
| 2.               | «Say Somethin»                                          | Bei Maejor, Mike Posner, Bruce Robinson                                                                                 |                                      | 2:47     |  |
| 3.               | «Loving You is Easy»                                    | Mahone |                                      | 3:12     |  |
| 4.               | «11:11»                                                 | Mahone |                                      | 3:42     |  |
| 5.               | «Heart In My Hand»                                      | Mahone |                                      | 2:19     |  |
| 6.               | «Banga! Banga!» (featuring Sean Garrett)                | Mahone, Bailey, Ogren, Belvin, Gamble, Huff                                                                             | Mahone                               | 3:14     |  |
| 7.               | «It Will Rain»                                          | Brandon Green, Robinson                                                                                                 | Maejor                               | 4:21     |  |
| 8.               | «Magik» (featuring Becky G)                             | Brandon Green, Robinson                                                                                                 | Maejor                               | 3:07     |  |
| 9.               | «Say You're Just a Friend (Remix)» (featuring Flo Rida) | Brandon Green, Robinson                                                                                                 | Maejor                               | 3:20     |  |
| 10.              | «Say Somethin (Remix)»                                  | Brandon Green, Robinson                                                                                                 | Maejor                               | 3:26     |  |

Deluxe Edition (DVD)
| Deluxe Edition (DVD) |                                                         |              |               |          |  |
| N.º                  | Título                                                  | Escritor(es) | Productor(es) | Duración |  |
| 1.                   | «Say You're Just A Friend» (con Flo Rida (Music Video)) |              |               |          |  |
| 2.                   | «Say Somethin» (Music Video)                            |              |               |          |  |
| 3.                   | «Heart In My Hand» (Music Video)                        |              |               |          |  |
| 4.                   | «Say You're Just A Friend» (Lyric Video)                |              |               |          |  |
| 5.                   | «A Special Message From Austin To Japanse Mahomies»     |              |               |          |  |

## Listas musicales
| Lista (2013)   | Mejor posición |
| -------------- | -------------- |
| Japón (Oricon) | 12             |

## Lanzamientos
| País  | Fecha              | Discográfica    | Formato              |
| ----- | ------------------ | --------------- | -------------------- |
| Japón | 4 de junio de 2013 | Chase, Republic | CD, descarga digital |